# Governo de Hamburgo
O governo de Hamburgo é dividido em poderes executivo, legislativo e judiciário. Hamburgo é uma cidade-estado e município e, portanto, sua governança lida com vários detalhes da política da comunidade estadual e local. Tem lugar em duas fileiras — uma administração municipal e estadual (Senado de Hamburgo) e uma classificação local para os distritos. O chefe do governo da cidade-estado é o primeiro prefeito e presidente do Senado. Um ministério é chamado Behörde (escritório) e um ministro do estado é um senador em Hamburgo. A legislatura é o parlamento estadual, chamado Hamburgische Bürgerschaft, e o poder judiciário é composto pelo supremo tribunal estadual e outros tribunais. A sede do governo é a Hamburg Rathaus. O Presidente do Parlamento de Hamburgo é a mais alta pessoa oficial da Cidade Livre e Hanseática de Hamburgo. Esta é uma diferença tradicional para os outros estados alemães. O presidente não está autorizado a exercer qualquer ocupação do executivo.
Antes de 1871, Hamburgo era um país totalmente soberano e seu governo um governo soberano. Ao ingressar no Império Alemão, a cidade-estado manteve a soberania parcial como um estado federal. Foi uma das três repúblicas do Império Alemão até 1919, o que significava que o primeiro prefeito gozava da mesma posição no Império que os príncipes federais. Antes das reformas constitucionais em 1919, os grandes burgueses hereditários, ou hanseáticos, tinham uma posição legalmente privilegiada e eram os únicos elegíveis para a eleição para o Senado.
A classificação local é organizada nos sete distritos de Hamburgo.

## Sistema político
As bases do sistema político são a Lei Fundamental da República Federal da Alemanha e a Constituição de Hamburgo.
A cidade livre e hanseática de Hamburgo é o seu próprio estado na República Federal da Alemanha. Hamburgo é uma república, estado de bem-estar democrático e um estado constitucional. Ao mesmo tempo em que Hamburgo é um município, não há separação entre essas duas tarefas administrativas. O poder de criar uma lei é restrito por lei federal.
Existe uma clara separação de poderes.

### Legislatura

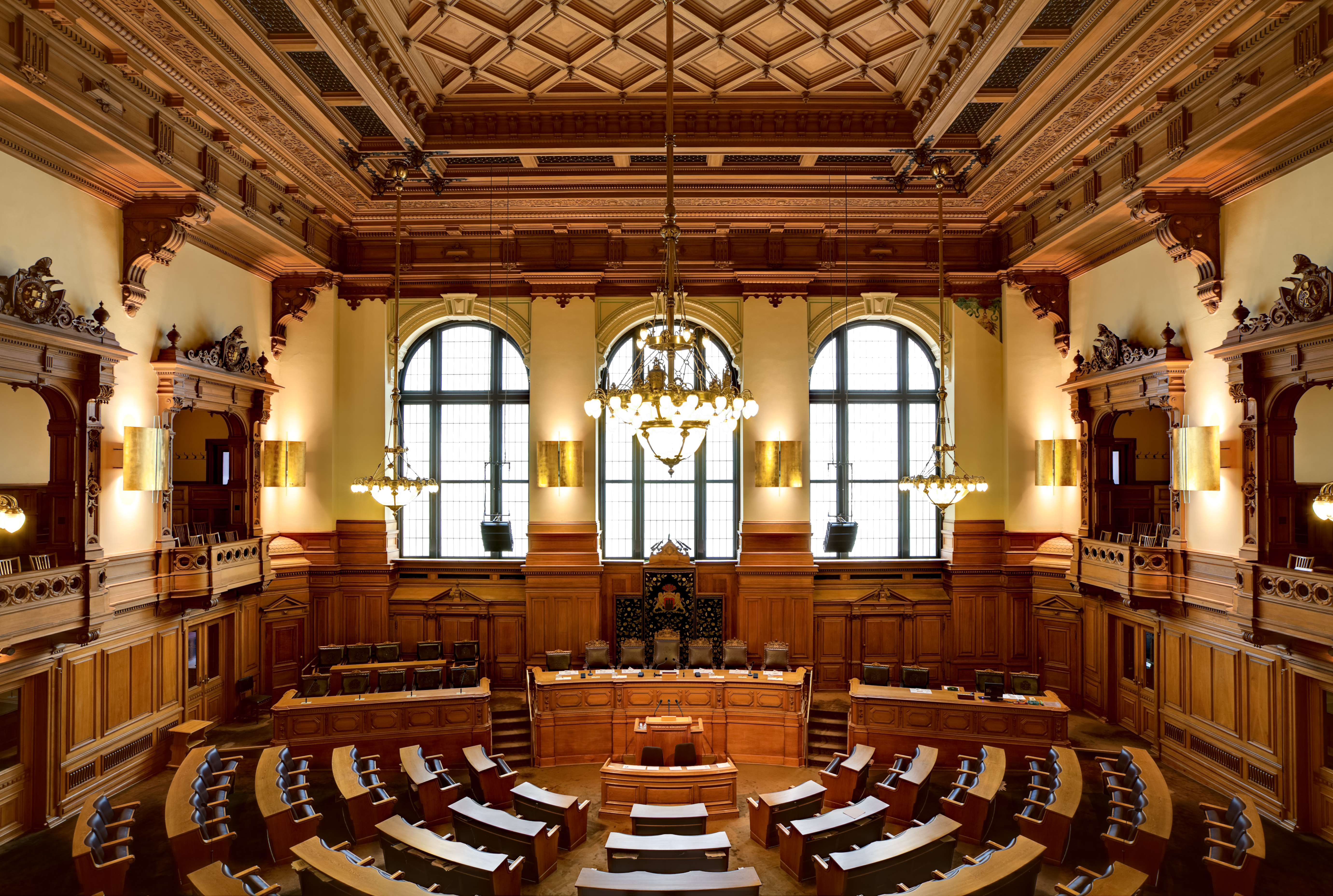
Sala da Hamburgische Bürgerschaft (Diet)

O poder de criar, alterar e ratificar leis (legislatura) é dado ao parlamento. Um plebiscito e um referendo são possíveis devido à Constituição de Hamburgo. Em outros estados alemães, o parlamento é chamado Landtag.
O Presidente do Parlamento de Hamburgo é a mais alta pessoa oficial da Cidade Livre e Hanseática de Hamburgo.
O parlamento é, entre outras coisas, responsável pela lei, a eleição do Erster Bürgermeister (Primeiro Prefeito) para o período eleitoral e o controle do Senado (gabinete). O parlamento é um parlamento unicameral e os 121 deputados são eleitos em eleições universais, diretas, livres, iguais e secretas a cada cinco anos.

### Executivo

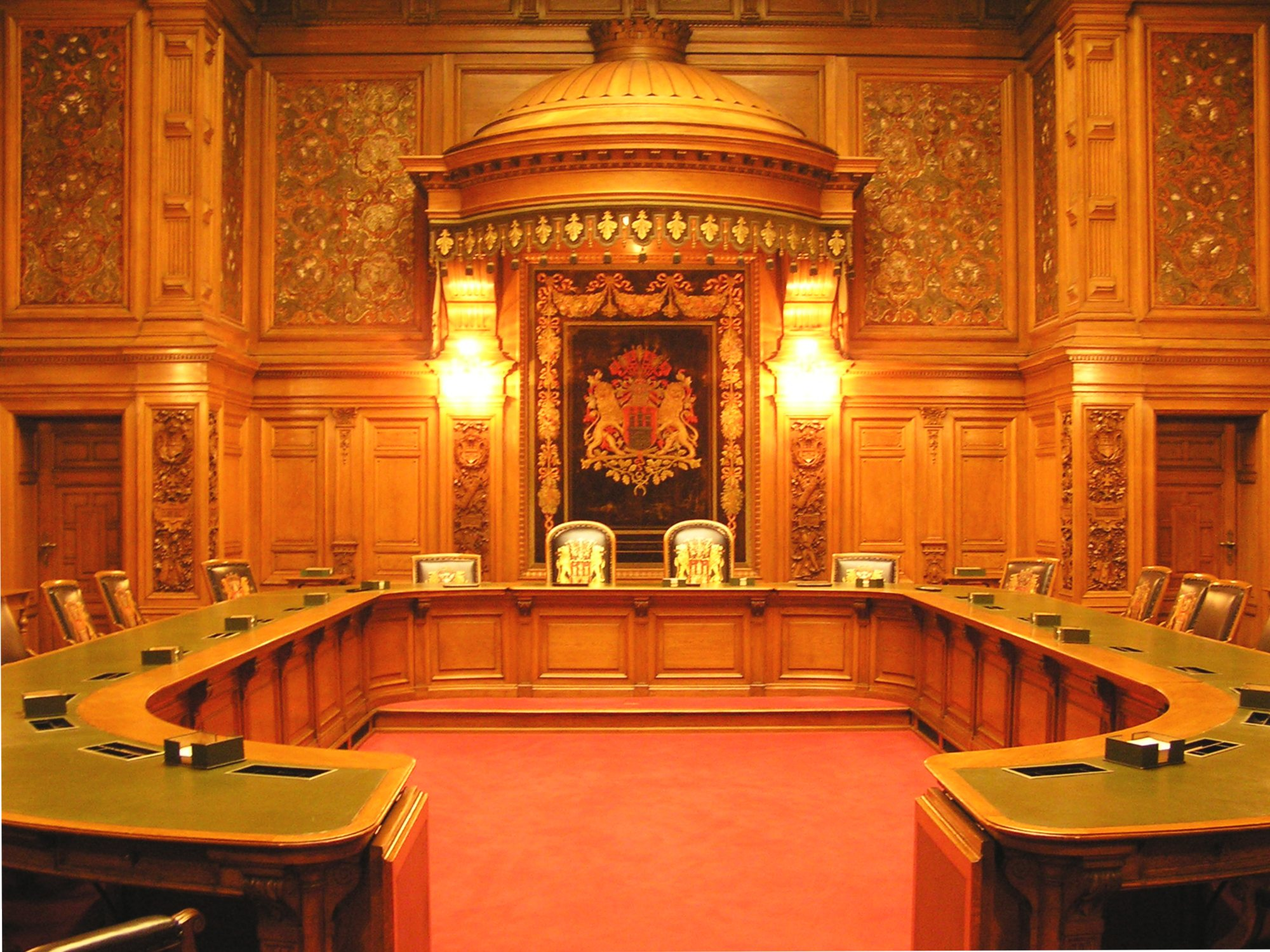
Sala do Senat

O executivo é o Senat der Freien und Hansestadt Hamburg (Senado/Gabinete de Hamburgo). Sua finalidade é fazer cumprir as leis. O senado é responsável pela gestão do dia-a-dia e chefe deste ramo é o primeiro prefeito. O senado representa Hamburgo para o governo federal e outros estados ou países.
O Senat der Freien und Hansestadt Hamburg é formado pelo Primeiro Prefeito de Hamburgo, o Ministro-presidente e prefeito de Hamburgo. Seu vice é o segundo prefeito. O Senado não pode mais do que doze membros por lei. Esta lei também regula, entre outras, a remuneração, a pensão, o privilégio de se recusar a depor e a posição legal dos juízes de Hamburgo. Os senadores são nomeados pelo Primeiro Prefeito e, depois, precisam ser eleitos pelo Parlamento de Hamburgo. O primeiro prefeito forma os ministérios, de acordo com o acordo de coalizão dos partidos do governo.

#### História
Até 1860 o governo de Hamburgo era chamado Rath ou Rat (conselho), os membros tinham sido Ratsherrn (conselheiros) e Bürgermeister (Burgomestre). Depois de uma mudança da Constituição de Hamburgo, em 1861, o governo foi chamado Hamburger Senat. Os termos senado e senador também são usados às vezes retrospectivamente quando se referem ao corpo e seus membros antes de 1861. Durante as Guerras Napoleônicas, quando Hamburgo foi ocupado e depois anexado à França, o atual conselho de Hamburgo foi substituído por um conselho municipal (conseil municipal ou Munizipalrat), que existiu de 1813 a 1814, quando a constituição anterior foi restabelecida.
Antes da Primeira Guerra Mundial, os dois prefeitos foram eleitos para mandatos de um ano. Até 1997, o primeiro prefeito foi Primus inter pares entre seus colegas no Senado, por quem ele foi eleito. Desde então, ele foi eleito pelo parlamento e conseguiu nomear e demitir outros senadores.

### Judiciário

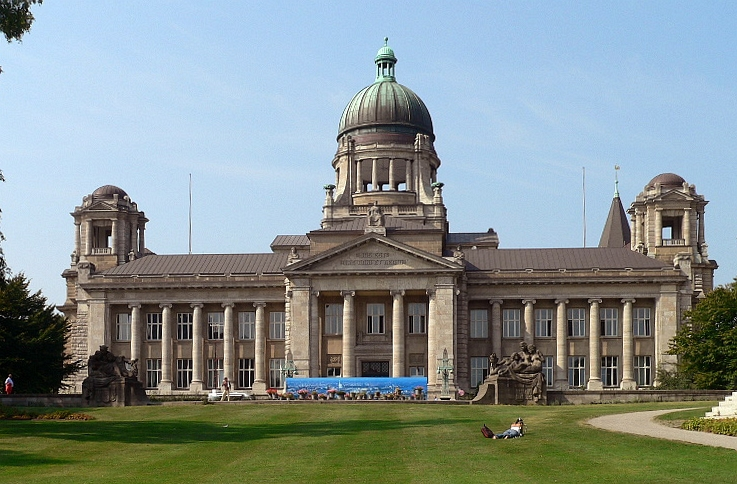
Suprema Corte de Hamburgo

Interpretar a lei (Judiciário) é tarefa do Hamburgisches Verfassungsgericht (Tribunal Constitucional de Hamburgo) e de outros 17 tribunais em todo o território de Hamburgo.
O Supremo Tribunal é composto por um presidente do tribunal e oito juízes. O presidente e três juízes devem ser juízes vitalícios em Hamburgo. A Dieta de Hamburgo eleger os juízes por seis anos e eles só podem servir dois termos no total. O calendário de responsabilidades baseia-se na Constituição de Hamburgo (Art. 65) e no Gesetzes über das Hamburgische Verfassungsgericht (Lei do Tribunal Constitucional de Hamburgo) (§ 14).
Os juízes profissionais dos outros tribunais são nomeados pelo senado de acordo com a nomeação de uma comissão.

## Ministérios

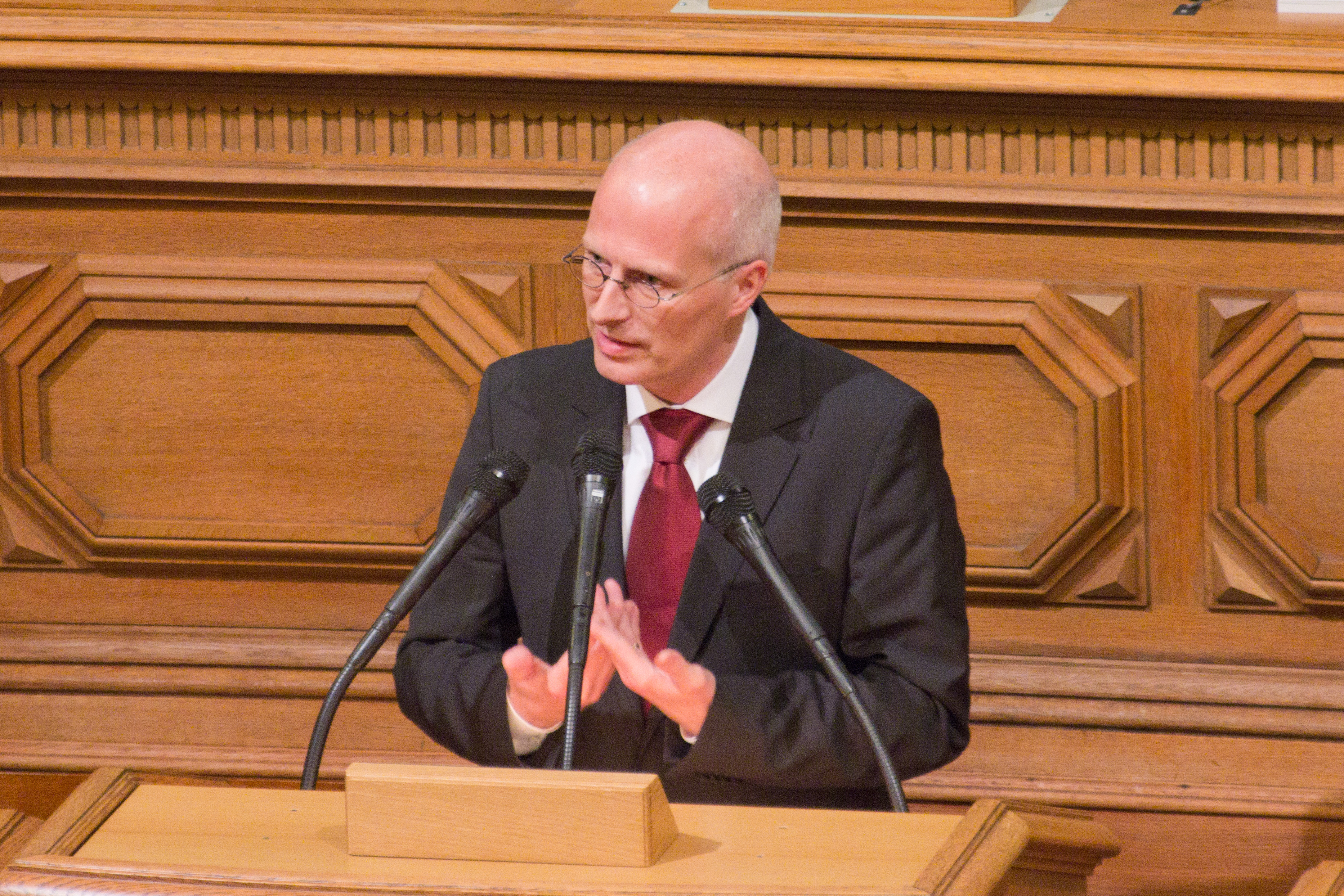
Peter Tschentscher em 2011

Em 2018, houve onze senadores em cargos ministeriais e o chefe de estado, o primeiro prefeito. Um senador é o ministro presidente de um Behörde (traduzido: "agência do governo" significa que aqui é mais ministério).

### Chancelaria do Estado
A Chancelaria do Estado (em alemão: Senatskanzlei ) coordena o Senado e apóia o prefeito. O primeiro prefeito é chefe nesta agência governamental. Em 2018, o primeiro prefeito de Hamburgo é Peter Tschentscher (SPD).

### Ministério das Escolas e Formação Profissional
O Ministério das Escolas e Formação Profissional (alemão: Behörde für Schule und Berufsbildung) é responsável pela gestão do sistema escolar de Hamburgo.

### Ministério da Ciência, Investigação e Igualdade de Oportunidades
(Em alemão: Behörde für Wissenschaft, Pesquisa e Desenvolvimento)

### Ministério do Interior e Esportes
Entre outros, o Behörde für Inneres und Sport é a autoridade de supervisão das agências de aplicação da lei em Hamburgo, a brigada de incêndio, para o controle de desastres e suas unidades, os escritórios de registro de moradores e o Departamento de Eleições do Estado. A Força-Tarefa de Cientologia (Arbeitsgruppe Scientology) foi dissolvida no final de 2010.

### Ministério das Finanças
- (em alemão: Finanzbehörde)

### Ministério de Assuntos Econômicos, Transporte e Inovação
- (em alemão: Behörde für Wirtschaft, Verkehr und Innovation)

### Ministério do Meio Ambiente e Energia
- (em alemão: Behörde für Umwelt und Energie)

### Ministério da Justiça
O Ministério da Justiça (em alemão: Justizbehörde) é responsável pelos estabelecimentos prisionais, pelos tribunais e pela revisão das leis. Em 2018, Till Steffen (GAL) é o ministro da Justiça de Hamburgo.

### Ministério da Saúde e Defesa do Consumidor
- (em alemão: Behörde für Gesundheit und Verbraucherschutz)

### Ministério da Cultura, Esportes e Mídia
Em 7 de maio de 2008, o antigo Ministério da Cultura foi renomeado para Ministério da Cultura, Esportes e Mídia (em alemão: Behörde für Kultur, Sport und Medien), e é agora, entre outras funções, responsável pelo turismo, o departamento público de Hamburgo, o escritório de proteção de monumentos históricos e o memorial do campo de concentração de Neuengamme. Em 2005, o seu orçamento anual era de 212,7 milhões de euros.

### Ministério do Emprego, Assuntos Sociais, Assuntos da Família e Integração
- (em alemão: Arbeit, Soziales, Familie und Integration)

### Ministério de Desenvolvimento da Cidade e Habitação
- (em alemão: Stadtentwicklung und Wohnen)

## Aplicação da lei

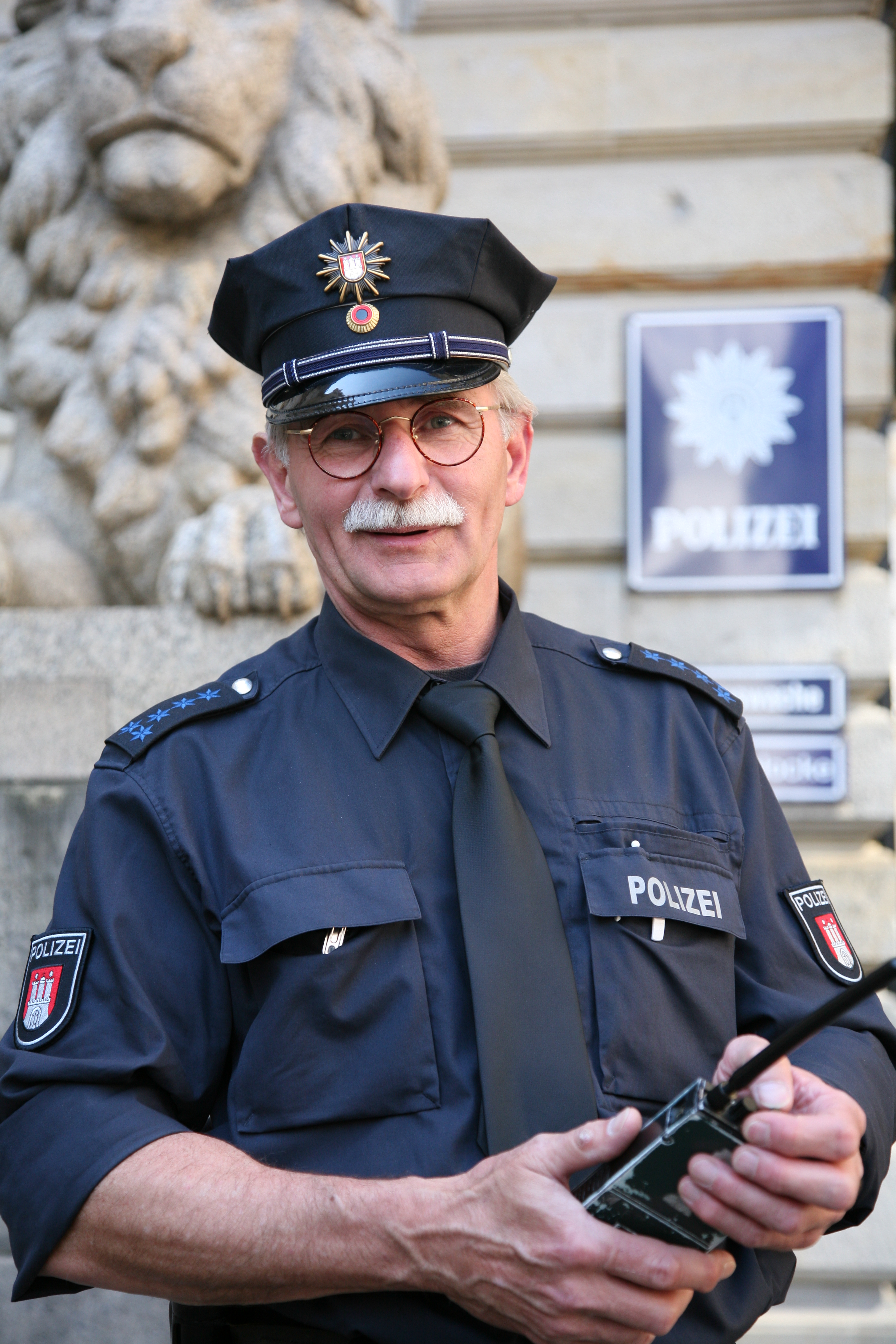
Capitão da Polícia do departamento de polícia de Hamburgo em missão na prefeitura de Hamburgo.

Como as tarefas policiais e policiais são parcialmente de responsabilidade dos estados alemães, Hamburgo tem sua própria força policial. O Escritório Estadual de Proteção da Constituição (Landesamt für den Verfassungsschutz) é a agência de inteligência doméstica de Hamburgo. O Ministério do Interior tem a supervisão legal e técnica das agências de aplicação da lei.

## Eleições
Eleições para o parlamento estadual de Hamburgo são realizadas a cada quatro anos, combinadas com as eleições da dieta dos bairros (Bezirksversammlungen). Desde 2013, também menores de 16 anos de idade podem votar em qualquer eleição em Hamburgo.

### Partidos políticos
Os principais partidos políticos em Hamburgo são a União Democrata Cristã, o Partido Social Democrata, a Aliança 90/Os Verdes, A Esquerda e o Partido Democrático Livre.
| Nome (em inglês)         | Nome (alemão)                           | Abbr.                         | Ideologia                | Posição         | Organizações internacionais                                       | Votos (2011) | Lugares em Hamburgische Bürgerschaft | Notas                                    |
| ------------------------ | --------------------------------------- | ----------------------------- | ------------------------ | --------------- | ----------------------------------------------------------------- | ------------ | ------------------------------------ | ---------------------------------------- |
| Partido Social Democrata | Sozialdemokratische Partei Deutschlands | SPD                           | Democracia social        | centro esquerda | Aliança Progressista e Internacional Socialista (observador)      | 48,4%        | 62                                   |                                          |
| União Democrata Cristã   | União de Demokratische Christlich       | CDU                           | Democracia cristã        | centro-direita  | União Democrata Internacional e Internacional Democrata Centrista | 21,9%        | 28                                   |                                          |
| Aliança '90 / Os Verdes  | Bündnis 90 / Die Grünen (GAL)           | Bündnis 90 / Die Grünen (GAL) | Política Verde           | centro esquerda | Verdes Globais                                                    | 11,2%        | 14                                   | fusão de Die Grünen e Bündnis 90         |
| Partido Democrata Livre  | Freie Demokratische Partei              | FDP                           | Liberalismo              | Centro          | Internacional liberal                                             | 6,7%         | 9                                    |                                          |
| A esquerda               | Die Linke                               | Die Linke                     | Socialismo Eurocomunismo | ASA esquerda    | Partido da esquerda européia                                      | 6,4%         | 8                                    | fusão do Partido da Esquerda. PDS e WASG |

O Partido Statt é um partido político menor que foi fundado em 1993. O partido foi eleito para o Parlamento de Hamburgo na eleição do estado de Hamburgo de 1993. O SPD governante e o novo Partido Statt formaram uma coalizão para governar até 1997, quando o partido perdeu todos os assentos.
O Partido Para Uma Ofensiva do Estado de Direito era um partido populista de direita que fosse representado no parlamento de Hamburgo desde 2001 até 2004, recebendo 19,4% dos votos. Agora está extinto.

## Honras e prêmios
A maior honraria concedida pela cidade livre e hanseática de Hamburgo é a cidadania honorária (Ehrenbürgerrecht). É oficialmente dado pelo senado, embora o parlamento também deva confirmar a nomeação do senado. A cidadania honorária é comparável à Liberdade da Cidade, uma honra concedida por muitas nações.
O Livro de Ouro consiste nas assinaturas de convidados especialmente honrados de Hamburgo. O livro, na verdade, é uma caixa de couro dourado e não tem folhas fixas. Foi um presente da família do primeiro prefeito Carl Friedrich Petersen. Em 1937, o líder alemão Adolf Hitler assinou o livro antes de fazer um discurso público em Hamburgo. Durante a denazificação, a folha de Hitler, assim como a dos outros nazistas, foi removida do livro. A única assinatura nazista remanescente é do ministro da Propaganda do Reich, Joseph Goebbels, devido ao fato de que ele escreveu na mesma folha que o ex-presidente alemão Paul von Hindenburg. O Dalai Lama assinou o Livro de Ouro durante sua 5.ª visita a Hamburgo em fevereiro de 2007.

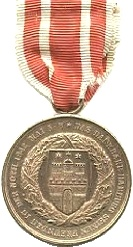
Medalha de Fogo de 1843

### Decorações
Historicamente, os cidadãos de Hamburgo não têm permissão legal para receber condecorações — apenas medalhas ou medalhões. Quando foi promulgada pela primeira vez no século 13, a lei se aplicava apenas aos membros do Senado e aos juízes de Hamburgo. Posteriormente, foi estendido a todos os cidadãos pelo Senado. Um dos poucos cidadãos de uma cidade hanseática a receber uma decoração foi o empresário Alwin Münchmeyer, que mais tarde declarou que eram suas "quedas da humanidade". Helmut Schmidt, ex-senador de Hamburgo do Interior e chanceler alemão, declinou várias vezes para aceitar a Cruz Federal de Mérito, afirmando que ele havia sido senador de Hamburgo e que, segundo a tradição hanseática, não era permitido usar decorações.
Em 1843, uma medalha de fogo foi concedida aos bombeiros voluntários que ajudaram Hamburgo durante o grande incêndio que tomou conta da cidade de 5 de maio de 1842 até 8 de maio. No total, 4858 medalhas foram concedidas. A inscrição na medalha afirma "Das Dankbare Hamburgo Seinen Freunden Em Der Noth" ("O Hamburgo grato em necessidade aos seus amigos").
Durante a Primeira Guerra Mundial, a Cruz Hanseática (em alemão: Hanseatenkreuz ) foi premiada pelas três cidades hanseáticas de Bremen, Hamburgo e Lübeck, que eram estados membros do Império Alemão. Cada cidade-estado estabeleceu sua própria versão da cruz, mas os critérios de design e de adjudicação foram semelhantes para cada um. Houve aproximadamente cinquenta mil prêmios da Cruz Hanseática de Hamburgo.

### Medalhões
Em 2007, o medalhão Herbert Weichmann, nomeado para o primeiro prefeito Herbert Weichmann (em office 1965 – 1971), foi concedido pela primeira vez pela cidade de Hamburgo, honrar "os — tanto judaica e não-judaica — que têm contribuiu para a vida judaica na Alemanha ". Seus primeiros destinatários foram Paul Spiegel (póstumo), que foi membro do comitê executivo do Conselho Central de judeus na Alemanha, e Hinrich Reemtsma, cuja fundação contribuiu com quinhentos mil euros para a renovação de uma antiga escola Talmud Torá em um centro comunitário judaico.